# レーヴェントリット国際コンクール
レーヴェントリット国際コンクール（英: Leventritt Competition）は、かつて開催されていた、ピアニスト、ヴァイオリニストのためのクラシック音楽コンクールであった。

## 設立経緯
法律家のエドガー・M・レーヴェントリットを記念して、1939年にエドガー・M・レーヴェントリット基金によって設立された。今はテキサス州フォートワースにおいてヴァン・クライバーン国際ピアノコンクールが規模を拡大しつつ盛大に開催されている。その一方で、ヴァン・クライバーン自身を含め、無名だが優れた音楽家を世に送り出し、ニューヨークを開催地としてきたレーヴェントリットのコンクールはその役目を終えた。最優秀者に与えられるレーヴェントリット賞は難関であり、基準を満たす候補者が現れない場合には該当者なしとする場合もあった。
現在はアメリカ各地に国際音楽コンクールが増えたことを理由に、このコンクールは閉会した。

## 歴代優勝者

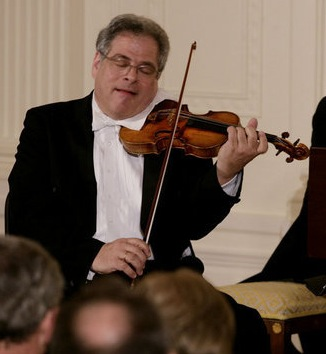
イツァーク・パールマン

- 1941年: シドニー・フォスター, ピアノ
- 1943年: ユージン・イストミン, ピアノ
- 1946年: デヴィッド・ナディアン, ヴァイオリン[2]
- 1947年: アレクシス・ワイセンベルク, ピアノ
- 1949年: ゲイリー・グラフマン, ピアノ
- 1954年: ヴァン・クライバーン, ピアノ
- 1957年: アントン・クエルティ, ピアノ
- 1958年: アーノルド・スタインハート, ヴァイオリン[3]
- 1959年: マルコム・フレイジャー, ピアノ[4][5]
- 1962年: ミシェル・ブロック, ピアノ[6]
- 1963年: イツァーク・パールマン, ヴァイオリン[7]
- 1965年: ハン・ドンイル（英語版）, ピアノ[8]
- 1967年: チョン・キョンファ, ヴァイオリン と ピンカス・ズーカーマン, ヴァイオリン （同時受賞）
- 1969年: ヨーゼフ・カーリヒシュタイン（英語版）, ピアノ[9]
- 1976年: 該当者なし[10]
- 1981年: セシル・リカド（英語版）, ピアノ（コンクールは開催されず、リカドへの表彰のみが行われた）